# Abbotts Lake (Australien)
Abbotts Lake ist ein See bei Mumberkine im australischen Bundesstaat Western Australia.
Der See ist 480 Meter lang, 350 Meter breit und liegt auf 237 Metern über dem Meeresspiegel.